# みゆき町
みゆき町（みゆきちょう）は北海道室蘭市の地名。みゆき町一丁目から三丁目の町がある。住居表示実施済み。郵便番号は050-0084。

## 地理
室蘭市の中央部に位置し、北から北東に東町、南西から西に大沢町、北西に輪西町と接し、東から南は太平洋に面する。

### 海洋
- 太平洋

## 地域の特徴
室蘭市の都市計画マスタープランでは蘭東地域に属する。
丘陵地であり、南東部は断崖となっている。北海道道919号中央東線が蛇行しながら西から北東に抜ける。
一丁目に輪西稲荷神社，真宗大谷派広徳寺、二丁目に北海道立室蘭高等技術専門学院，双葉保育所，輪西神社，曹洞宗西乗寺，日本製鉄 みゆき寮、三丁目に見晴町会会館，潮見公園がある。公園内には明治天皇御野立所記念碑が建っている。潮見公園の先のイタンキ浜は鳴り砂で有名である。

## 歴史
二丁目には1902年（明治35年）6月開校の輪西簡易教育所に端を発する室蘭市立鶴ケ崎中学校があったが、2011年（平成23年）に閉校した。

### 地名の由来
1878年（明治14年）の明治天皇の行幸にちなむ。

### 沿革
- 1964年（昭和39年）5月1日 - みゆき町一丁目 - 三丁目新設[6][7]。
- 1973年（昭和48年）8月1日 - みゆき町三丁目で住居表示実施[8]。

### 町名の変遷
| 実施内容          | 実施年月日               | 実施後         | 実施前             |
| ----------------- | ------------------------ | -------------- | ------------------ |
| 町名新設 住居表示 | 1964年（昭和39年）5月1日 | みゆき町一丁目 | 輪西町（字）の一部 |
| 町名新設 住居表示 | 1964年（昭和39年）5月1日 | みゆき町二丁目 | 輪西町（字）の一部 |
| 町名新設          | 1964年（昭和39年）5月1日 | みゆき町三丁目 | 輪西町（字）の一部 |
| 住居表示          | 1973年（昭和48年）8月1日 | みゆき町三丁目 | みゆき町三丁目     |

## 世帯数と人口
2023年（令和5年）12月31日現在（室蘭市発表）の世帯数と人口は以下の通りである。
| 町             | 世帯数  | 人口  |
| -------------- | ------- | ----- |
| みゆき町一丁目 | 217世帯 | 371人 |
| みゆき町二丁目 | 177世帯 | 240人 |
| みゆき町三丁目 | 120世帯 | 195人 |
| 計             | 514世帯 | 806人 |

### 人口の変遷
国勢調査による人口の推移。
| 1995年（平成7年）  | 1,635人 | [ 9 ]  |  |
| 2000年（平成12年） | 1,574人 | [ 10 ] |  |
| 2005年（平成17年） | 1,310人 | [ 11 ] |  |
| 2010年（平成22年） | 1,071人 | [ 12 ] |  |
| 2015年（平成27年） | 855人   | [ 13 ] |  |
| 2020年（令和2年）  | 831人   | [ 14 ] |  |

### 世帯数の変遷
国勢調査による世帯数の推移。
| 1995年（平成7年）  | 718世帯 | [ 9 ]  |  |
| 2000年（平成12年） | 734世帯 | [ 10 ] |  |
| 2005年（平成17年） | 618世帯 | [ 11 ] |  |
| 2010年（平成22年） | 517世帯 | [ 12 ] |  |
| 2015年（平成27年） | 416世帯 | [ 13 ] |  |
| 2020年（令和2年）  | 483世帯 | [ 14 ] |  |

## 学区
市立小・中学校に通う場合、学区は以下の通りとなる。
| 町             | 街区 | 小学校             | 中学校             |
| -------------- | ---- | ------------------ | ------------------ |
| みゆき町一丁目 | 全域 | 室蘭市立海陽小学校 | 室蘭市立翔陽中学校 |
| みゆき町二丁目 | 全域 | 室蘭市立海陽小学校 | 室蘭市立翔陽中学校 |
| みゆき町三丁目 | 全域 | 室蘭市立海陽小学校 | 室蘭市立翔陽中学校 |

## 交通

### 道路
- 北海道道919号中央東線

## 施設

### 公共施設
- 見晴町会会館

### 教育施設
- 北海道立室蘭高等技術専門学院

### 社会福祉施設
- 双葉保育所

### 寺社
- 輪西神社
- 輪西稲荷神社
- 真宗大谷派広徳寺
- 曹洞宗西乗寺

### 公園
- 潮見公園
- みゆき町公園

### その他
- 日本製鉄 みゆき寮